# Detlef Bayer
Detlef Bayer (* 26. März 1951 in Gelsenkirchen; † 27. Februar 2007) war ein deutscher Jurist und von 1995 bis zu seinem Tod 2007 Richter am Bundesverwaltungsgericht.

## Leben und Wirken
Bayer studierte Rechtswissenschaften und evangelische Theologie an der Ruhr-Universität Bochum. Nach Abschluss seiner juristischen Ausbildung 1977 trat er 1978 in den juristischen Dienst des Landes Nordrhein-Westfalen ein und kam beim Verwaltungsgericht Gelsenkirchen zum Einsatz. 1980 wurde er promoviert und 1981 erfolgte seine Ernennung zum Richter am Verwaltungsgericht. 1987 wurde Bayer zum Richter am Oberverwaltungsgericht Münster ernannt. Von August 1990 bis Dezember 1990 erfolgte seine Abordnung an die Bezirksverwaltungsbehörde Neubrandenburg, im Juni 1991 an das Innenministerium des Landes Mecklenburg-Vorpommern. Nach Beendigung der Abordnung setzte er seine Tätigkeit beim Oberverwaltungsgericht Münster fort.
Im Mai 1995 erfolgte seine Ernennung zum Richter am Bundesverwaltungsgericht. Dort war er dem 2. Revisionssenat, der für das Recht des öffentlichen Dienstes zuständig ist, zugewiesen.